# Symmerus lautus
Symmerus lautus är en tvåvingeart som först beskrevs av Friedrich Hermann Loew 1870.  Symmerus lautus ingår i släktet Symmerus och familjen hårvingsmyggor. Inga underarter finns listade i Catalogue of Life.